# Homeless
"Homeless" is een nummer van de Amerikaanse muzikant Paul Simon en het Zuid-Afrikaanse zangkoor Ladysmith Black Mambazo. Het nummer verscheen als de achtste track op Simons album Graceland uit 1986.

## Achtergrond
"Homeless" is het eerste nummer dat door Simon en Ladysmith Black Mambazo is opgenomen voor Graceland. Simon zag de groep in een BBC-documentaire over Zuid-Afrikaanse muziek en wilde met hen opnemen. Simon reisde af naar Zuid-Afrika, waar hij Ladysmith-oprichter Joseph Shabalala ontmoette, die hem enkele albums van de groep gaf. Simon besloot om een nummer met de groep te schrijven, en om het buiten Zuid-Afrika op te nemen; hij wilde om politieke redenen niet terug naar het land. Toen hij terugkeerde naar de Verenigde Staten, nam Simon een demo van "Homeless" op en stuurde hij het naar de groep, waarbij hij de opmerking maakte dat ze het mochten veranderen waar zij wilden. Op de demo zingt Simon enkel het refrein "We are homeless, homeless, moonlight sleeping on the midnight lake", en Shabalala schreef de rest van het verhaal in het Zoeloe.
De introductie van "Homeless" is gebaseerd op een traditioneel liedje dat door de Zoeloes op bruiloften wordt gezongen en waarvan de tekst is herschreven zodat het meer bij het thema van dakloosheid paste. Shabalala vertelde dat deze tekst in het Zoeloe kan worden vertaald als "We zijn ver van huis en we slapen. Onze vuisten zijn onze kussens. De brug, beginnend met "Somebody say", is gebaseerd op een ouder nummer van de groep, wat een van Simons favoriete nummers van hen was.
Simon en Ladysmith Black Mambazo namen "Homeless" in twee dagen op in de Abbey Road Studios in Londen. De eerste opnamedag verliep moeizaam, omdat de groep het nummer niet kon zingen zoals Simon wilde. Zij gingen teleurgesteld terug naar hun hotel, mede omdat zij normaal gesproken twaalf nummers op een dag opnemen. Eenmaal terug in het hotel bleven zij het nummer tot middernacht oefenen. De volgende dag lieten zij aan Simon horen wat zij hadden geoefend, en Simon was tevreden. Op die dag werd het nummer in twee takes opgenomen. De groep deed later ook mee op "Diamonds on the Soles of Her Shoes" dat eveneens op Graceland verscheen, en Simon produceerde hun album Shaka Zulu, dat in 1987 de eerste uitgave van de groep in de Verenigde Staten was.
Hoewel "Homeless" nooit op single werd uitgebracht, bleek het vanwege het thema en de menging van muziekstijlen van over de hele wereld een populair nummer. Het introduceerde de zangstijl isicathamiya aan het westerse publiek. Het nummer kwam in Nederland in 2019 voor het eerst binnen in de jaarlijkse Top 2000.

## NPO Radio 2 Top 2000
| Nummer met noteringen in de NPO Radio 2 Top 2000 | '19  | '20  | '21  | '22  | '23  | '24  |
| ------------------------------------------------ | ---- | ---- | ---- | ---- | ---- | ---- |
| Homeless                                         | 1640 | 1546 | 1210 | 1776 | 1826 | 1867 |

1. ↑  Een vetgedrukt getal geeft de hoogste notering aan.
2. ↑  2019 was het eerste jaar met een notering voor dit nummer.